# ماهیچه مایل بیرونی شکم
ماهیچه مایل بیرونی شکم یا (به انگلیسی: Abdominal external oblique muscle) یکی از ماهیچه‌های دیوارهٔ قُدامی (پیشین) بیرونی شکم است. عضلات دیواره پیشین خارجی شکم عبارتند از: ماهیچه راست شکم، ماهیچه مایل بیرونی شکم، ماهیچه مایل درونی شکم و ماهیچه عرضی شکم.
ماهیچه مایل بیرونی شکم جزو عضلات پهن شکم است و خارج‌تر از آنها قرار دارد. خاستگاه ماهیچه مایل بیرونی شکم از سطح خارجی هشت دنده آخر است که در انتها به نیمه قدامی ستیغ تهیگاهی متصل می‌شود. ماهیچه مایل بیرونی از سطح بیرونی دنده‌های پایینی (پنج تا دوازده) آغاز می‌شود و نیام آن در ساختمان غلاف ماهیچه راست شکم شرکت کرده و در پایین به تاج تهیگاهی (ایلیاک) اتصال پیدا می‌کند.
برخی از الیاف ماهیچه مایل بیرونی در پایین و جلو به یک نیام ختم می‌شود. این نیام به همراه نیام ماهیچه مایل درونی و عرضی شکم، غلافی را برای ماهیچه راست شکمی ایجاد می‌کنند. از کنار تحتانی نیام ماهیچه مایل بیرونی یک نوار ضخیم به نام رباط کشاله ران (اینگوینال) به وجود می‌آید که از خار تهیگاهی پیشین بالایی تا استخوان شرمگاهی تکمه شرمگاهی (دکمه پوبیس) کشیده می‌شود.
رباط کشاله ران از کنار تحتانی نیام این عضله به وجود می‌آید که به صورت طناب لیفی بین خار تهیگاهی پیشین بالایی و خار شرمگاهی کشیده می‌شود.

## کارکرد
ماهیچه‌های مایل بیرونی و درونی مسئول خم کردن تنه به راست و چپ و حرکات چرخشی تنه هستند. کارکرد ماهیچه مایل بیرونی، پایین کشیدن دنده‌ها در جریان بازدم عمیق (به کمک ماهیچه مایل درونی)، خم کردن تنه و تحت فشار قرار دادن محتویات شکم است.